# Сафарова, Рамия Низамеддин кызы
Рамия Низамеддин кызы Сафарова (азерб. Ramiyə Nizaməddin qızı Səfərova; род. 1961, Кусарский район, Азербайджанская ССР) — советский азербайджанский садовод. Народный депутат СССР (1989—1991).

## Биография
Родилась в 1961 году в селе Ашагы-Легер Кусарского района Азербайджанской ССР. По национальности — лезгинка.
Трудилась рабочей совхоза имени Мичурина Кусарского района республики. Работая, проявила себя как передовой садовод, достигала высоких результатов при выполнении производственных планов. В конце 1980-х, выступив против вырубки в совхозе малоплодоносных яблонь сортов «Симиренко» и «Розмарин», взяла с коллективом звена ответственность за участок с малоплодоносными деревьями — в результате применения передовых агротехнических методов и тщательного ухода, добилась роста урожайности на участке с 19 ц/га до 53 ц/га. 
Активно участвовала в общественно-политической жизни района, республики и Советского Союза. Член КПСС. На протяжении работы депутатом районного совета добилась решения ряда общественно-бытовых проблем жителей — в том числе строительства школ в населенных пунктах района, комбината бытового обслуживания в районном центре, проведения телефонной линии в села и так далее.
В 1989 году избрана народным депутатом СССР от Кубинского национально-территориального избирательного округа № 212 Азербайджанской ССР.
Проживает в родном селе Ашагы-Легер Кусарского района.